# A végbélnyílás rákja
Az anális rák olyan ráktípus, amely közvetlenül a végbél kimeneti nyílását, az anust közvetlenül körülvevő szövetekből indul ki. A végbélnyílás környékéről kiinduló bőr (vagy egyéb) eredetű daganatok már nem sorolhatók ebbe a kategóriába. A colorectális rákoktól elkülönítendő kórképnek tekintik. A kór okai (etiológiája), kockázati tényezői, klinikai lefolyása, a diagnózishoz használatos festés és a kezelés, mind különböznek. A végbélnyílás rákja típusosan többrétegűlaphám-rák, amelynek kiindulási helye jellemzően a végbélnek azon zónája, ahol a hengerhám laphámba megy át.

## Kockázati tényezők
- Humán papilloma vírusos (HPV) fertőzés.
- 50 év fölötti életkor
- Több szexuális partner egyidejűleg, vagy gyakran váltogatva.
- Gyakori anális közösülés (anális szex), akár külön nemű, akár azonos nemű partnerek között.
- HIV fertőzöttség.
- Az anális terület gyakori gyulladásai.
- Aranyerek (különösen elhanyagolt állapotban).
- Időben nem kezelt végbélsipolyok (kóros, a végbélnyílást megkerülő kivezető csatornák).
- Dohányzás.
- Egyéb karcinogén tényezőknek (vegyszerek, sugárzás stb.) való fokozott kitettség.
- Az immunrendszer bármilyen eredetű elégtelen működése (akár veleszületett, akár szerzett jellegű) Az immunrendszer gyengülését okozhatják orvosi beavatkozások (pl. átültetett szervek kilökődését megakadályozását célzó, vagy daganatterápiában alkalmazott kezelések), vagy a HIV fertőzöttség, de számos más betegség is.

## Előfordulási gyakorisága
Nem gyakori daganat, az összes rosszindulatú daganat 1,8%-át adja. A National Cancer Institute adatai szerint az Egyesült Államokban 2010-ben 5200 új esetet regisztráltak, a betegségben elhunytak száma 720 volt.

## Okai
Mint a rosszindulatú daganatok esetében általánosságban a genetikai hajlamosító tényezők és a kockázati tényezők kedvezőtlen egybeesése gyakori ok. Multikauzális betegségnek tekintik, aminél esetenként nagyon változik, hogy melyik ok/kockázati tényező játszik meghatározó szerepet. Utóbbiak közül alapvetően a HPV-16, amit a kockázati tényezőkből inkább ide sorolható. Nagyon nehéz a HIV fertőzöttséget is besorolni, mivel összefügg a szexuális szokásokkal, de egyik külső oki tényező is lehet immunrendszert károsító hatása miatt. A genetikai okok szerepe lényegében biztosnak tekinthető, annak ellenére, hogy még nem tisztázott, melyik gén mutációja a felelős, és hogy öröklött vagy az egyéni élet során bekövetkezett mutációról van-e szó, vagy mindkét eset lehetséges.
(Mivel viszonylag ritka daganatféleség, érthető, hogy ezek az ismeretek ma még hiányosabbak, mint a gyakori, jobban tanulmányozott daganatoknál.)

## Panaszok és tünetek
- Vérzés a végbélnyílásból. Székeléskor friss vér a székleten.
- Fájdalom vagy nyomásérzés a végbélnyílás körül.
- A végbélnyílás vagy a környező bőr viszketése (pruritus).
- Folyás a végbélnyílásból
- Nehéz és fájdalmas székletürítés.
- Szorulás (obstipatio): Hetente háromszorinál ritkábban történő székletürítés.
- Tapintható csomó közvetlenül a végbélnyílás mellett.

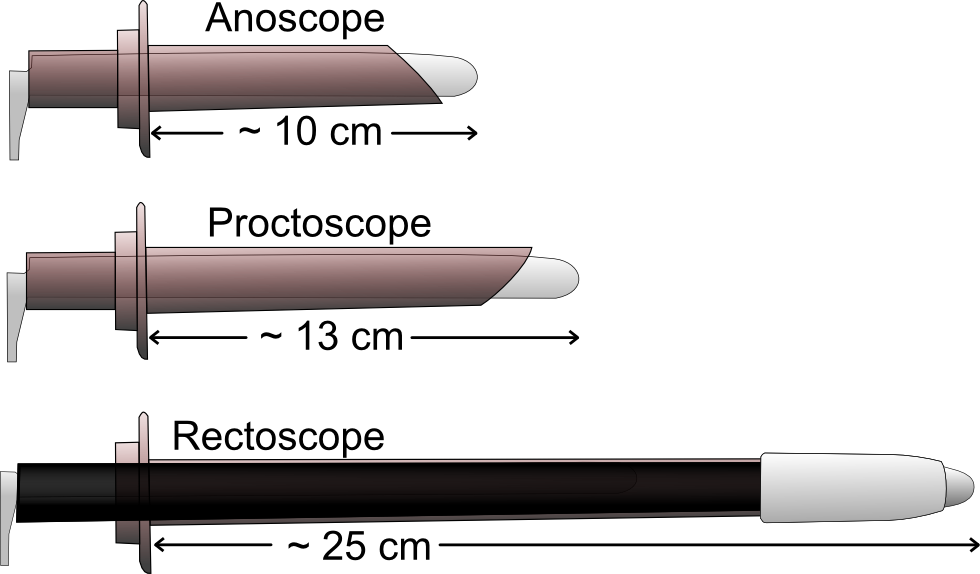
Egy anoszkóp és két különböző hosszúságú rektoszkóp.

## Diagnosztika
A kórisme (diagnózis) megállapításához a következő vizsgálatok használatosak a legáltalánosabban:
- A páciens kórelőzményeinek kikérdezése (anamnézis) és általános fizikális vizsgálata. Az anamnézis kiterjed a korábbi betegségekre, a családi előzményekre, szexuális orientációra, a beteg által is ismert fertőzöttségére, valamint az orvosi vizsgálatra való jelentkezést közvetlenül megelőző panaszokra, és a páciens által észlelt valamennyi szokatlannak talált jelenségre, rendellenességre. Különös figyelmet kell fordítani az általános állapotra, a közérzet romlására, fogyásra, és természetesen a betegségre utaló speciális panaszokra (végbéltáji viszketés, szorulás, székletürítéskor jelentkező rendellenességek, fájdalom, vérzés stb.)
- Az általános fizikális vizsgálatot az elvárható legnagyobb körültekintéssel kell végezni, különös tekintettel a nyirokcsomók tapintására. Ha a kórelőzmény felvétele során gyanú merül fel, a vizsgálat során – az egyébként is minden esetben kívánatos - megfelelő óvintézkedések igen gondos betartása elengedhetetlen. (A vizsgáló orvos, a segítő személyzet és a többi beteg védelme érdekében.)
- A végbél vizsgálata a gátnak és a végbélnyílás közvetlen környezetének megtekintésével kezdődik. Ezután megfelelő erősségű gumikesztyűt húzva, és azt síkosító anyaggal bekenve, a vizsgáló ujjával kíméletesen, de alaposan kitapintja a végbél ujjal elérhető szakaszának minden részletét, valamint a végbél falán keresztül tapintható környező szerveket. Minden elérhető vizsgálandó, függetlenül a vizsgálat részben célzott voltától.
- Végbélnyílás tükrözés (anoscopia). Ez a végbél alsó szakaszába felvezethető, megfelelő megvilágító és optikai rendszerrel ellátott eszközzel történő megtekintést jelent. Inkább csak akkor jön szóba, ha a végbél hosszabb szakaszának áttekintését lehetővé tevő végbéltükrözés valamilyen okból ellenjavallt.
- Végbéltükrözés (rectoscopia). A végbél teljes hosszának áttekintését lehetővé tevő, megvilágító és optikai rendszerrel felszerelt eszközzel történik. (Az említett eszközök mai modern változatai viszonylag kis méretűek, száloptikájuknak köszönhetően hajlékonyak, így a vizsgálat távolról sem olyan mértékben kellemetlen, mint a korábbi, nagyobb méretű, merev változatokkal volt.) Emellett pontosabb vizsgálatra alkalmasak.
- Endo-anális vagy endorectális ultrahangos vizsgálat. Speciális ultrahangos vizsgálóeszköz felvezetésével történik. Ez az ultrahang visszaverődéséből keletkező jelek detektálásával képet tud alkotni a környező szövetekről.
- Szövettani vizsgálat. A végbélnyílás vagy a végbéltükrözés során a rendellenességet mutató területről anyagmintát lehet nyerni (biopszia), amelynek kórszövettani vizsgálatával az elváltozás jellege pontosabban megállapítható, és ennek alapján az alkalmazandó terápiás eljárás megválasztható.

## Terápia
Műtét, később kombinált műtéti, sugár- és citosztatikus kezelés.

## Prognózis
A gyógyulás esélyeit az határozza meg, hogy melyik stádiumban történik a beavatkozás. Az első két stádiumban a sebészeti beavatkozások 80 százalék feletti eredményességgel végezhetőek. (Az esetleg szükséges járulékos kezeléseket a kezelőorvosok határozzák meg.) A későbbiekben az adott betegre szabott kombinált sebészeti, sugár és citosztatikus kezelésre van szükség. Ekkor viszont már csak a folyamat lassítása érhető el nem kevés kellemetlen mellékhatás kíséretében.